# Taiwanische Badmintonmeisterschaft 1969
Die Taiwanische Badmintonmeisterschaft der Saison 1968/1969 fand vom 7. bis zum 10. November 1968 Taipeh statt. Es war die 14. Auflage der nationalen Titelkämpfe von Taiwan im Badminton.

## Titelträger
| Disziplin    | Sieger                      |
| ------------ | --------------------------- |
| Herreneinzel | Wong Liang Lin              |
| Dameneinzel  | Yu Yuk Geor                 |
| Herrendoppel | Daniel So Conrado Co        |
| Damendoppel  | Chai Chuen Chi Sun Ying     |
| Mixed        | Chao Tsung Fu Chien Jui Chu |